# Kai Bird
Kai Bird (nascido em 2 de setembro de 1951) é um autor e colunista americano, mais conhecido por suas obras sobre os bombardeios atômicos de Hiroshima e Nagasaki, relações políticas entre os Estados Unidos e o Oriente Médio, e suas biografias de figuras políticas. Ele ganhou um Prêmio Pulitzer pelo livro American Prometheus: The Triumph and Tragedy of J. Robert Oppenheimer.